# Munyoro Nyamau
Munyoro Nyamau (Hezekiah Munyoro Nyamau; * 5. Dezember 1942 in Kisii) ist ein ehemaliger kenianischer Sprinter.
Bei den Olympischen Spielen 1968 in Mexiko-Stadt trat er im 400-Meter-Lauf an und erreichte das Halbfinale. Die kenianische Mannschaft in der 4-mal-400-Meter-Staffel gewann in der Besetzung Charles Asati, Nyamau, Naftali Bon und Daniel Rudisha überraschend Silber in 2:59,64 Minuten hinter der Staffel aus den Vereinigten Staaten, deren Weltrekord von 2:56,16 Minuten erst 1992 unterboten wurde.
Bei den British Commonwealth Games 1970 in Edinburgh siegte die kenianische Stafette in der Besetzung Nyamau, Julius Sang, Robert Ouko und Asati. Im September 1970 stellte eine kenianische Mannschaft mit Nyamau, Bon, Ouko und Thomas Saisi mit 7:11,6 Minuten einen Weltrekord in der 4-mal-880-Yards-Staffel auf.
Bei den Olympischen Spielen 1972 schied Nyamau im 400-Meter-Lauf im Viertelfinale aus. In der Staffel blieb Kenia mit 2:59,83 Minuten als einzige unter drei Minuten und gewann in der Besetzung Asati, Nyamau, Ouko und Sang Gold.
Munyoro Nyamau ist 1,70 m groß und wog in seiner aktiven Zeit 68 kg.